# Théophile-Jules Pelouze
Théophile-Jules Pelouze, (Valognes, 26. veljače 1807. — Bellevue, 31. svibnja 1867.), bio je francuski kemičar. Bio je sin Edmonda Pelouzea.
Pelouze je jedno vrijeme radio kao pomoćnik Gay-Lussaca a kao profesor kemije 1830. – 1831. u Lilleu. Poslije toga najviše je radio u Parizu na École polytechnique i Collège de France, bio je ispitivač kvalitete kovanica a od 1848. predsjednik komisije za kovanice. Pelouze je postao član Francuske akademije znanosti 1837., dopisni član Pruske akademije znanosti 1851. i član Ruske akademije znanosti 1856. godine. Proveo je, djelimice zajedno s Justusom von Liebigom i Edmondom Frémyem, značajan broj istraživanja, u oblastima organske i anrganske kemije. Zajedno s Frémyem objavio je Traité de chimie générale, analytique, industrielie et agricole (1849. – 1850.; 3. izdanje 1862. – 1865). Njegovo ime nalazi se na popisu 72 znanstvenika ugraviranih na Eifellovom tornju.